# Pseudaphanomerus hyalinatus
Pseudaphanomerus hyalinatus är en stekelart som beskrevs av Szelényi 1941. Pseudaphanomerus hyalinatus ingår i släktet Pseudaphanomerus och familjen gallmyggesteklar. Inga underarter finns listade i Catalogue of Life.